# 773
Năm 773 là một năm trong lịch Julius.